# Voïvodie de Siedlce
 (août 2024).
Si vous disposez d'ouvrages ou d'articles de référence ou si vous connaissez des sites web de qualité traitant du thème abordé ici, merci de compléter l'article en donnant les références utiles à sa vérifiabilité et en les liant à la section « Notes et références ».
La voïvodie de Siedlce (en polonais : województwo siedleckie) était une unité de division administrative et un gouvernement local de Pologne entre 1975 et 1998. 
La voïvodie existe entre 1975 et 1998. Elle est supprimée le premier janvier 1999. Le territoire s'étendait sur 8 499 km2 et il est désormais couvert par les voïvodies de Mazovie et de Lublin, à la suite d'une loi de 1998 réorganisant le découpage administratif du pays.
En 1998, la voïvodie comptait 661 400 habitants.
La capitale de la voïvodie était Siedlce (désormais dans la voïvodie de Mazovie) et les principales villes Mińsk Mazowiecki (Mazovie) et Łuków (Lublin).

## Villes
Population au 31 décembre 1998 :
- Siedlce – 75 613
- Mińsk Mazowiecki – 36 042
- Łuków – 32 007
- Sokołów Podlaski – 19 338
- Garwolin – 16 534
- Węgrów – 12 885
- Łochów – 6 154
- Łaskarzew – 5 012
- Kałuszyn – 4 895
- Pilawa – 4 221
- Żelechów – 4 141
- Stoczek Łukowski – 2 174
- Mordy – 1 747

## Gminy
- Gmina Mińsk Mazowiecki – 13 240
- Gmina Dębe Wielkie – 8706
- Gmina Kołbiel – 7992
- Gmina Stanisławów – 6239
- Gmina Poświętne – 5989
- Gmina Dobre – 5962
- Gmina Kałuszyn – 6182
- Gmina Mrozy – 8821
- Gmina Cegłów – 7884
- Gmina Siennica – 7009
- Gmina Jakubów – 4941
- Gmina Latowicz – 5611
- Gmina Borowie – 5151
- Gmina Garwolin – 11 744
- Gmina Górzno – 6153
- Gmina Łaskarzew – 5536
- Gmina Maciejowice – 7390
- Gmina Miastków Kościelny – 5073
- Gmina Parysów – 4110
- Gmina Sobolew – 8357
- Gmina Wilga – 5305
- Gmina Trojanów – 7827
- Gmina Pilawa – 6154
- Gmina Żelechów – 8503
- Gmina Kłoczew – 7409
- Gmina Grębków – 4650
- Gmina Korytnica – 6828
- Gmina Wierzbno – 3189
- Gmina Liw – 7726
- Gmina Miedzna – 4158
- Gmina Sadowne – 6318
- Gmina Stoczek – 5362
- Gmina Łochów – 11 292
- Gmina Domanice – 2721
- Gmina Korczew – 3043
- Gmina Kotuń – 8471
- Gmina Mokobody – 5343
- Gmina Paprotnia – 2806
- Gmina Siedlce – 16 147
- Gmina Przesmyki – 3744
- Gmina Wiśniew – 5907
- Gmina Skórzec – 7114
- Gmina Wodynie – 4867
- Gmina Zbuczyn – 10 145
- Gmina Mordy – 4561
- Gmina Sokołów Podlaski – 6467
- Gmina Sterdyń – 4596
- Gmina Repki – 5881
- Gmina Bielany – 3919
- Gmina Sabnie – 4040
- Gmina Jabłonna Lacka – 5127
- Gmina Ceranów – 2531
- Gmina Kosów Lacki – 4632
- Gmina Adamów – 5815
- Gmina Krzywda – 10 437
- Gmina Łuków – 17 023
- Gmina Stanin – 9807
- Gmina Stoczek Łukowski – 8682
- Gmina Trzebieszów – 7559
- Gmina Wojcieszków – 7072
- Gmina Serokomla – 4161
- Gmina Wola Mysłowska – 5325
- Gmina Strachówka – 3119
- Gmina Jadów – 7776
- Gmina Sobienie-Jeziory – 6270
- Gmina Osieck – 3462